# انا پائولا کانلی
انا پائولا کانلی (انگلیسی: Ana Paula Connelly؛ زادهٔ ۱۳ فوریهٔ ۱۹۷۲) بازیکن والیبال، و بازیکن والیبال ساحلی اهل برزیل است.